# Dojlidy (gmina Paszki)
Dojlidy (lit. Dailidės) − wieś na Litwie, w okręgu wileńskim, w rejonie solecznickim, w gminie Paszki. 3 km na północny zachód od Paszek, zamieszkana przez 90 ludzi.

## Historia
W czasach zaborów wieś w gminie Dziewieniszki, w powiecie oszmiańskim, w guberni wileńskiej Imperium Rosyjskiego. W 1866 roku liczyła 165 mieszkańców, 47 dusz rewizyjnych, należała do dóbr Ludwinowo i dóbr skarbowych Dziewieniszki.
W latach 1921–1945 wieś leżała w Polsce, w województwie wileńskim, w powiecie oszmiańskim, w gminie Dziewieniszki.
W 1931 w 31 domach zamieszkiwało 168 osób.
Wierni należeli do parafii rzymskokatolickiej w Onżadowie. Miejscowość podlegała pod Sąd Grodzki w Holszanach i Okręgowy w Wilnie; właściwy urząd pocztowy mieścił się w Dziewieniszkach.